# رالي داكار 2019
رالي داكار 2019 هو سباق رالي أقيم في الفترة من 6 إلى 17 يناير 2019. تكون الرالي من 10 مراحل.